# Райнгольд Генріці
Райнгольд Генріці (нім. Reinhold Henrici; 9 квітня 1890, Вісбаден — 2 червня 1948, Вадерсло) — німецький офіцер, доктор політичних наук, контрадмірал крігсмаріне.

## Біографія
3 квітня 1907 року вступив в кайзерліхмаріне. Учасник Першої світової війни, служив на торпедних катерах. 21 червня 1919 року інтернований. 31 січня 1920 року звільнений, наступного дня переданий в розпорядження військово-морської станції «Нордзе». 16 серпня 1920 року звільнений у відставку.
28 травня 1934 року вступив в рейхсмаріне і був призначений у військово-економічний відділ Морського керівництва (з 11 січня 1936 року — ОКМ). З 1 серпня 1939 року — начальник відділу виробництва зброї Управління озброєнь і військової економіки ОКМ. З 21 липня 1940 року — інспектор озброєнь Південно-Західної Франції. З 15 грудня 1942 року — начальник управлінської групи Імперського міністерства озброєнь і військової промисловості. 30 квітня 1945 року звільнений у відставку.

## Звання
- Морський кадет (3 квітня 1907)
- Фенріх-цур-зее (21 квітня 1908)
- Лейтенант-цур-зее (28 вересня 1910)
- Оберлейтенант-цур-зее (27 вересня 1913)
- Капітан-лейтенант (15 лютого 1918)
- Корветтен-капітан земельної оборони (28 серпня 1934)
- Фрегаттен-капітан служби комплектування (1 квітня 1936)
- Капітан-цур-зее служби комплектування (1 липня 1939)
- Капітан-цур-зее (20 квітня 1941)
- Контрадмірал (1 лютого 1944)

## Нагороди
- Залізний хрест 2-го класу
- Почесний хрест ветерана війни з мечами
- Медаль «За вислугу років у Вермахті» 4-го, 3-го і 2-го класу (18 років)